# Economiser

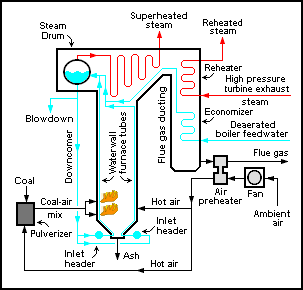
Schema van een stoomketel met een economiser

Een economiser of voorverwarmer is een warmtewisselaar die warmte opneemt uit rookgas en die afgeeft aan voedingswater van een stoomketel. Op die manier verhoogt het rendement van een stoomketel met zowat 5%. Het rookgas dat de verdampers en oververhitters voorbij is, heeft minstens de temperatuur van verzadigde stoom bij de druk van de ketel. De econonomiser laat toe, om het rookgas verder te koelen, dus er nog energie aan te onttrekken. Edward Green patenteerde de economiser in 1845 voor gebruik op een stoommachine.

## Spelling
Een werkwoord als realize of organize mag in het Brits-Engels zowel met -ize als met -ise geschreven worden; in het Amerikaans-Engels wordt alleen de uitgang op -ize gebruikt. Dezelfde regel geldt voor alle woorden die van deze werkwoorden worden afgeleid.
In het Nederlands wordt altijd de spelling op -ize gebruikt: een equalizer, een organizer, een synthesizer, een tranquillizer. Het Groene Boekje schrijft desondanks economiser, en niet het logische economizer. Allicht gaat het hierbij om een fout in het Groene Boekje.